# Brice Guyart
Brice Guyart, né le 15 mars 1981 à Suresnes, est un escrimeur (fleurettiste) français.
Il commence la pratique de l'escrime à l'âge de cinq ans au club de l'Union Sportive du Vésinet sous l'enseignement du maître Gérard Rousseau, qui sera son maître d'armes durant seize ans. Aujourd'hui affilié au Paris université Club (PUC), il est pensionnaire de l'INSEP où son maître d'armes est Stéphane Marcelin.
Sa sœur cadette, Astrid Guyart, est elle aussi escrimeuse, tout comme sa compagne, Léonore Perrus.

## Carrière
Brice Guyart commence les compétitions d'escrime très jeune. C'est dans les catégories cadet et junior qu'il obtient ses premiers résultats nationaux.
Ses résultats deviennent significatifs lors de son entrée au CREPS de Châtenay-Malabry en 1999. Au cours de la saison 1999-2000 il devient champion du monde junior par équipe. Durant cette même année, il obtient sa sélection pour les Jeux olympiques de Sydney grâce à sa victoire à l'épreuve de Coupe du monde de Paris.
En 2001, il intègre le pôle France de l'INSEP et se retrouve sous la direction du maître Patrice Menon.
Champion olympique en fleuret durant les Jeux olympiques d'Athènes en 2004, Brice Guyart traverse par la suite deux années difficiles. Débarquant sur la pointe des pieds aux Jeux de Pékin en 2008, le fleurettiste se fait éliminer par son compatriote Erwann Le Péchoux dès les huitièmes de finale. Lors de ce match tendu (première touche au bout d'une minute trente secondes) et physique, Guyart souffre d'une foulure provoquée par un choc contre Le Péchoux et s'incline par 15 touches à 10.
Pendant les Jeux de Londres 2012, de Rio 2016 et de Tokyo 2020, il commente une partie des matchs d'escrime de la France sur France Télévisions avec Nathanaël de Rincquesen. Il suit notamment de près le parcours de sa sœur Astrid Guyart, éliminée en demi-finale en 2012.

## Palmarès
- Jeux olympiques d'été
  -  Champion olympique de fleuret par équipe aux Jeux olympiques d'été de 2000 à Sydney,  Australie
  -  Champion olympique de fleuret en individuel Jeux olympiques d'été de 2004 à Athènes,  Grèce

- Championnats du monde d'escrime
  -  Médaille d'or par équipes aux championnats du monde d'escrime 2007 à Saint-Pétersbourg
  -  Médaille d'or par équipes aux championnats du monde d'escrime 2005 à Leipzig
  -  Médaille d'or par équipes aux championnats du monde d'escrime 2001 à Nîmes
  -  Médaille d'argent par équipes aux championnats du monde d'escrime 2002 à Lisbonne
  -  Médaille d'argent par équipes aux championnats du monde d'escrime 2011 à Catane
  -  Médaille de bronze aux championnats du monde d'escrime 2001 à Nîmes
  -  Médaille de bronze individuel aux championnats du monde d'escrime 2003 à La Havane
  -  Champion du monde junior par équipes en 2000 à South Bend

- Championnats d'Europe d'escrime
  -  Médaille d'or en fleuret par équipe en 2006 à Izmir
  -  Médaille de bronze en fleuret individuel en 2006 à Izmir
- Autres
  - Challenge AXA en 2000
  - Challenge International de Paris en 2002
  - Champion de France par équipe en 2005, 2006, 2008 (avec le Paris Université Club) et en 2009 (avec le Lagardère Paris Racing)

## Distinction
- Chevalier de la Légion d'honneur
- Commandeur de l'ordre national du Mérite (décret du 24 septembre 2004)[2]
- Trophée Micheline Ostermeyer le 19 novembre 2014 (statuette d'après la Discobole du sculpteur Jacques Gestalder érigée à l'INSEP près du stade Gilbert Omnès).